# Senäte församling
Senätes församling var en församling  i Skara stift i nuvarande Lidköpings kommun. Församlingen uppgick 1855 i Otterstads församling.
Kyrkan revs 1843 och utgör nu Senäte kyrkoruin.

## Administrativ historik
Församlingen har medeltida ursprung och uppgick 1855 i Otterstads församling, efter att före dess ingått i dess pastorat.